# マクラーレン・600LT

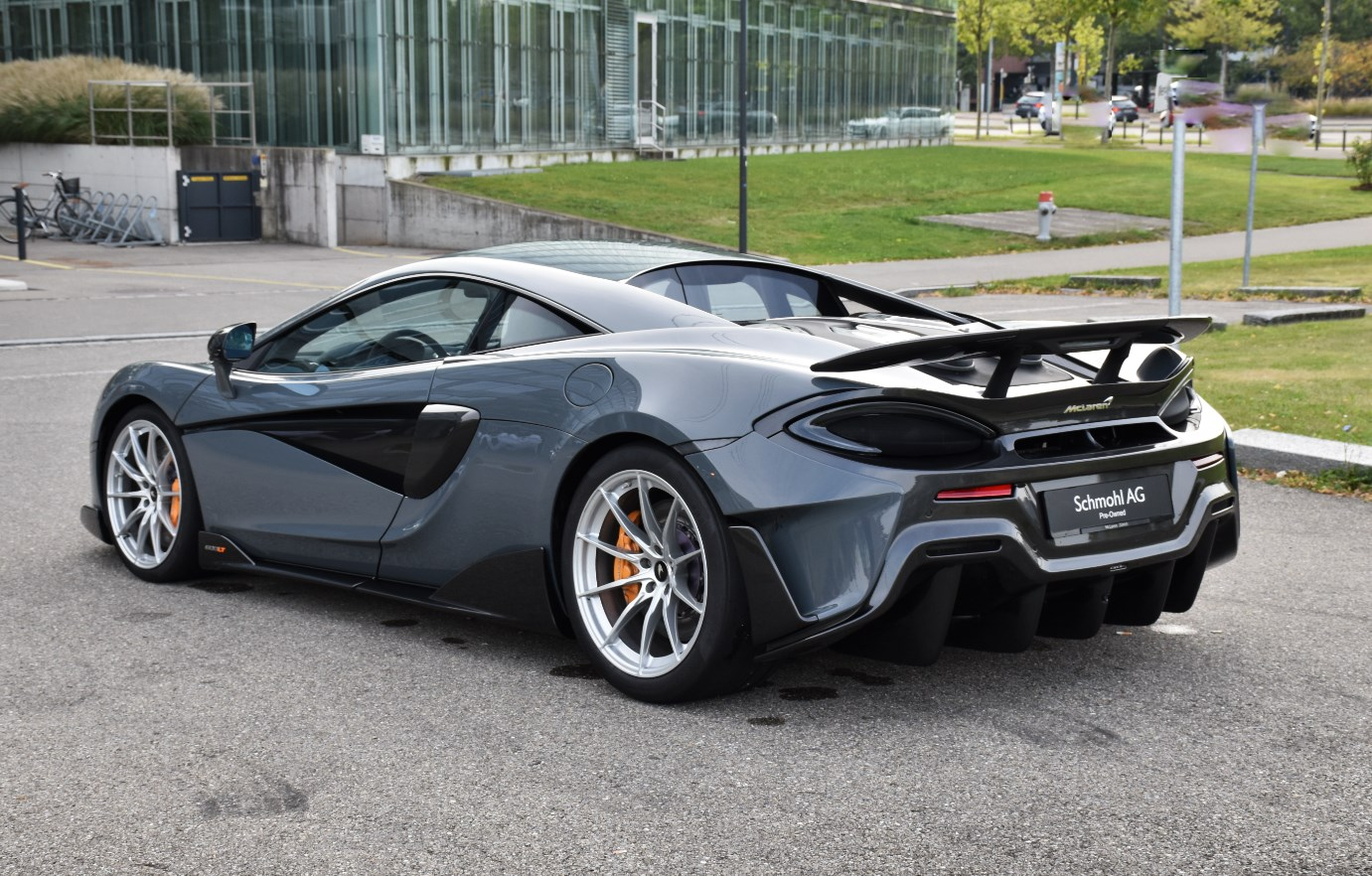
背面

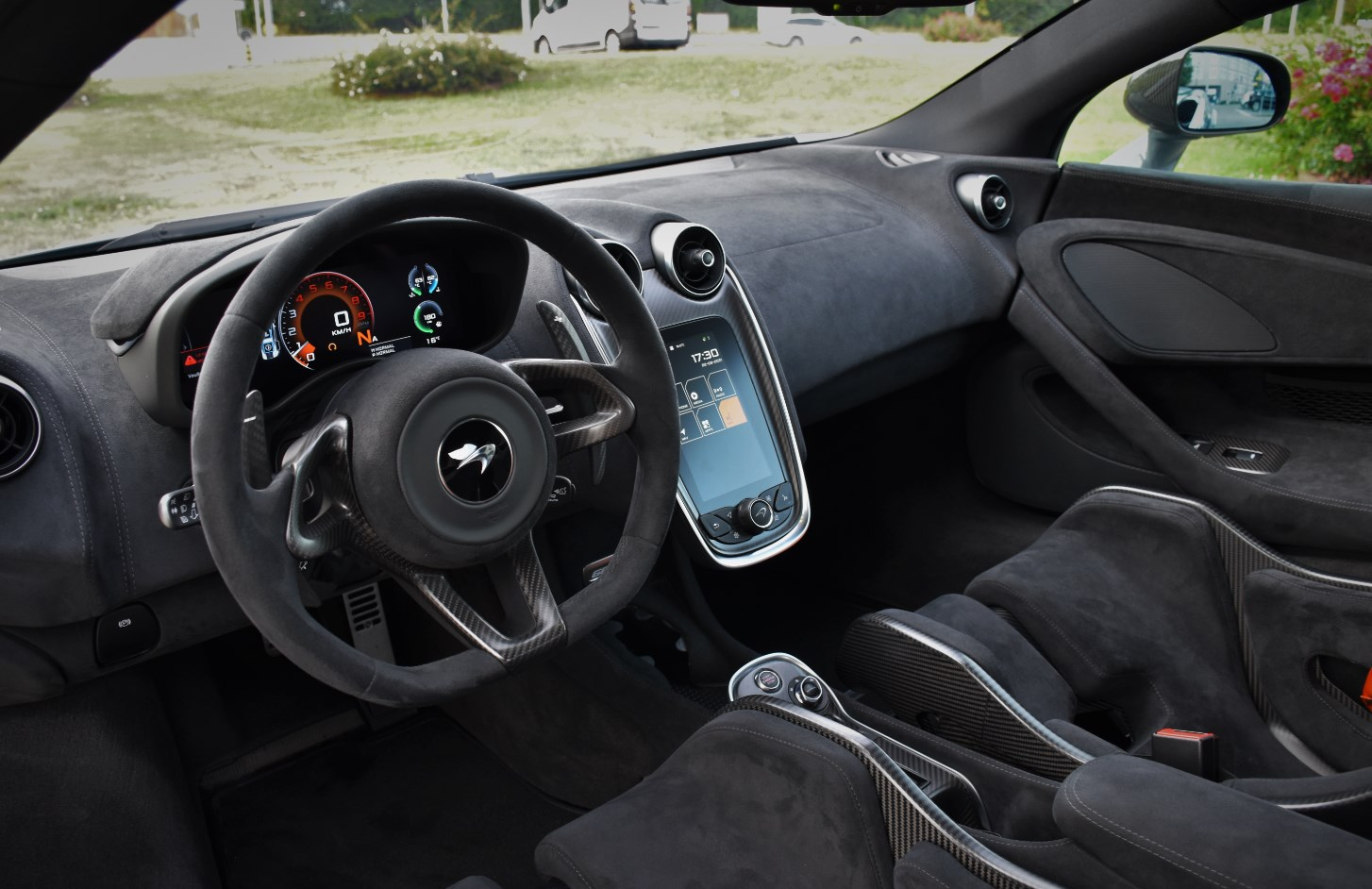
「セナ」のシートを採用した内装

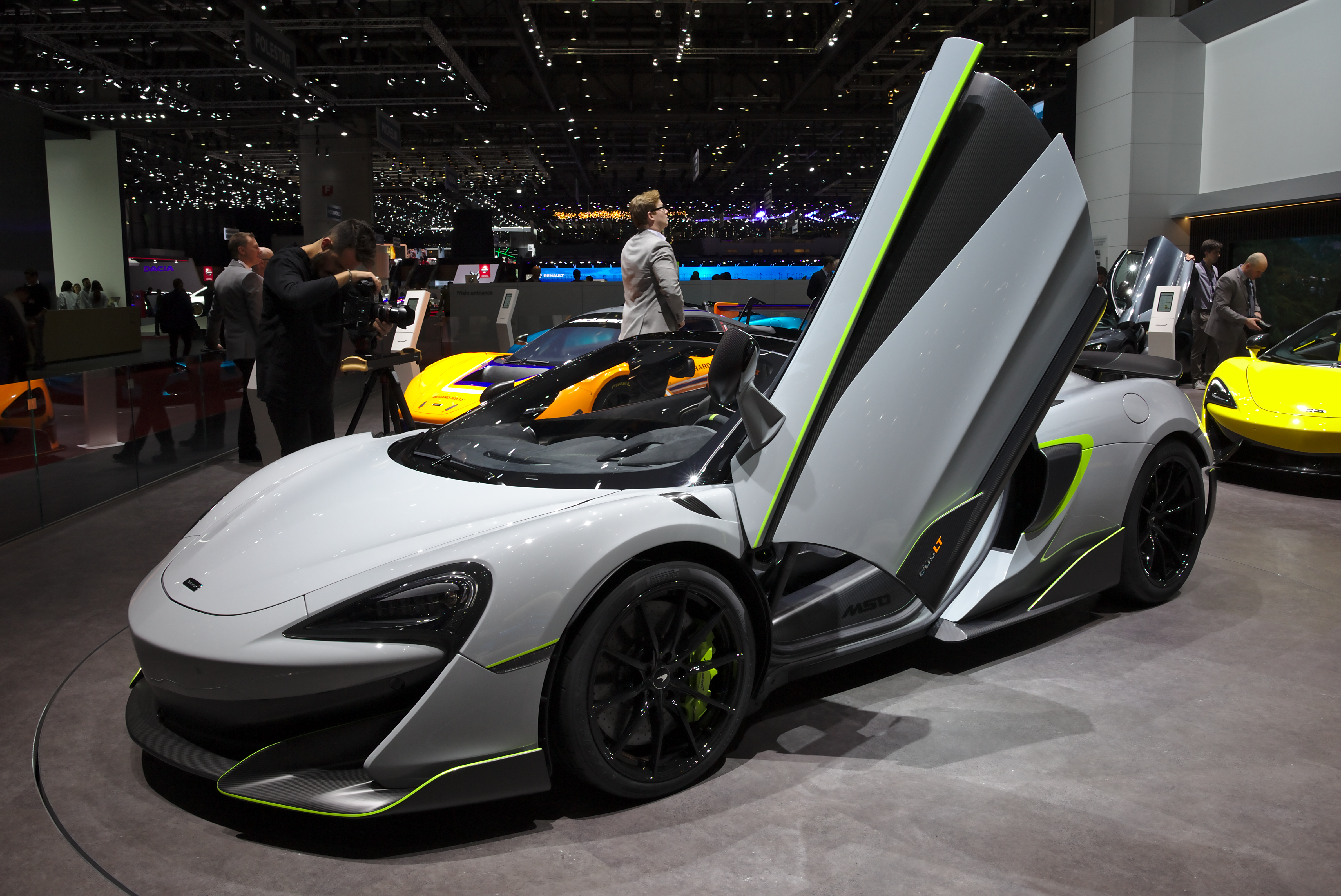
マクラーレン600LTスパイダーMSO、ジュネーブモーターショー2019に登場

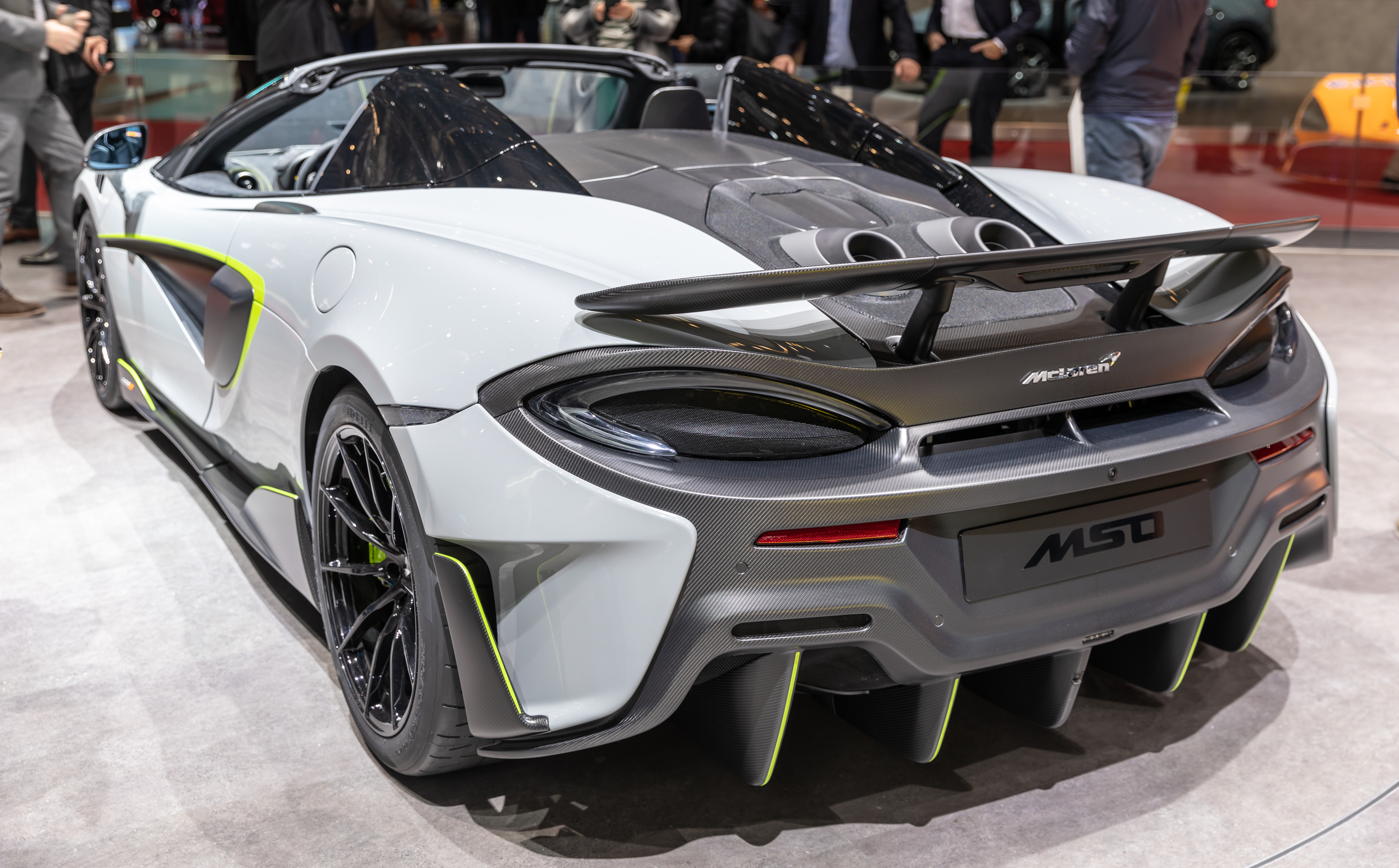
背面

マクラーレン600LT（McLaren 600LT）は、マクラーレン製造のスポーツカー。

## 性能
マクラーレン・570Sと比較して、重量は1356kgに軽減され、出力は22kW（30ps）アップの441kW（600ps）となった。600LTはまた、最適化されたエアロダイナミクス（570Sと比較して250km/hで約100kgのダウンフォース増）と大幅な改良が施されたシャシーを備えている。静止状態から時速100kmに達するまでの時間は2.9秒で、マクラーレンは最高速度を時速328kmとしている
スパイダーの車重は1404kg。駆動面ではクーペと何も変わらないが、最高速度は324km/hとわずかに低い。